# Антипрофсоюзное насилие в Соединённых Штатах

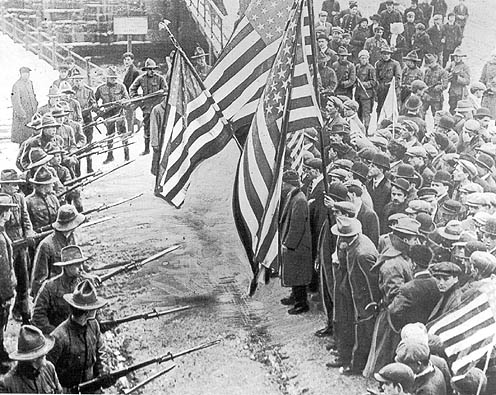
Массачусетские ополченцы с примкнутыми штыками окружают группу забастовщиков во время забастовки текстильной промышленности в Лоуренсе, штат Массачусетс, 1912 г.

Антипрофсоюзное насилие в Соединённых Штатах — применение силы против организаторов профсоюзов и их функционеров, членов и сторонников профсоюзов, их семей. Чаще всего эти меры использовались либо во время профсоюзных акций, либо во время забастовок. Чаще всего целью насилия было помешать созданию профсоюза, разрушить существующий профсоюз или снизить эффективность профсоюза или конкретной забастовки. Если забастовщики не позволяли людям занимать рабочие места или препятствовали движению товаров, власти могли применять насилие, чтобы препятствовать этому.
Насилие против профсоюзов могло быть отдельной акцией или частью кампании, включавшей шпионаж, запугивание, засылку агентов по подложным документам, дезинформацию и саботаж. Насилие при волнениях рабочих могло возникать в результате необоснованного давления или просчётов администрации. Оно могло быть умышленным или спровоцированным, бесследным или трагическим. В некоторых случаях насилие при подавлении бунтов носило целенаправленный и продуманный характер — например, наём и использование бандитов для запугивания, угроз или даже нападения на забастовщиков. В начале XX века активисты леворадикального синдикалистского профсоюза «Индустриальные рабочие мира» особенно часто подвергались физическому насилию и даже убийствам (например, Фрэнк Литтл и Уэсли Эверест).

## История

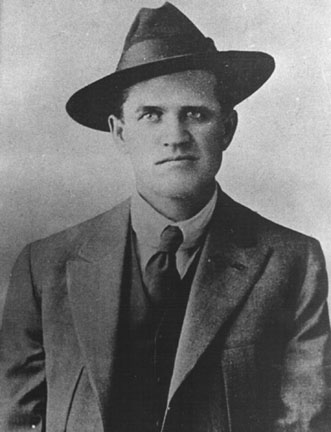
Профсоюзного организатора Фрэнка Литтла вытащили из постели и линчевали в 1917 году из-за его профсоюзной деятельности

Исторически насилие против профсоюзов включало использование детективных и охранных агентств, таких как Пинкертон, Болдуин-Фелтс, Бёрнс или Тиль; групп граждан — таких, как Гражданский альянс; нанятых охранников компании; полиции; Национальной гвардии или даже армии. В частности, для официальных правоохранителей существовало несколько ограничений в применении мер насилия, которые детективным агентствам могли сойти с рук. В книге «От блек-джеков к портфелям» Роберт Майкл Смит заявляет, что в конце девятнадцатого и начале двадцатого веков антипрофсоюзные агентства породили насилие и нанесли ущерб рабочему движению. Один следователь, участвовавший в Расследовании Конгресса по фактам насилия в промышленности в 1916 году, пришёл к выводу, что:
Шпионаж тесно связан с насилием. Иногда это прямая причина насилия, а там, где такое обвинение предъявить невозможно, — часто косвенная причина. Если тайные агенты работодателей, внедрённые в профсоюзы, не помогают расследовать акты насилия, а поощряют их. Если бы они этого не делали, они бы не выполняли обязанности, за которые им платили, поскольку их нанимали, базируясь на представлении о рабочих организациях как преступных.
В сенатских слушаниях в 1936 году по поводу работодателя, который хотел заключить контракт с агентством «Пинкертон», этого заказчика характеризовали как «искренне честного и благочестивого человека», при этом в документах агентства записано, что он, чтобы агентство «прислало несколько головорезов, которые могли бы избить забастовщиков». В 1936 году «Пинкертон» сменил направление деятельности, переключившись с найма штрейкбрехеров на секретные услуги. Поэтому агентство отклонило данный запрос.
По словам стенографиста «Пинкертона» Мориса Фридмана, детективные агентства сами по себе были коммерческими компаниями и были заинтересованы инспирировать «ожесточённую борьбу» между капиталом и рабочей силой, поскольку она приносила «удовлетворение и огромную прибыль» таким агентствам. Им предоставлялись идеальные возможности, чтобы разжигать подозрения и недоверие «в пламя слепой и яростной ненависти» со стороны компаний-заказчиков.

### Агентства продают тактику, включающую насилие
Гарри Веллингтон Лейдлер в 1913 году написал книгу, в которой подробно описал, как один из крупнейших противников профсоюзов в Соединённых Штатах, «Вспомогательная компания корпораций», предлагала использовать провокации и насилие. Агентство регулярно сообщало работодателям — потенциальным клиентам — о методах, используемых их тайными агентами.
С работодателем можно сразу заключить договор, рассчитанный на длительный период, и сделать его условия очень свободными. Если тактика сдерживания роста профсоюза не срабатывает, а профсоюзный дух оказывается настолько сильным, что невозможно предотвратить создание крупной организации, наш агент выступает с крайне радикальных позиций. Он побуждает к необоснованным поступкам и держит профсоюз в тревоге. Если начнётся забастовка, он будет самым громким крикуном, будет призывать к насилию и будет нападать сам. Результатом будет роспуск союза".

### Различные виды насилия
Некоторые акты насилия против профсоюзов кажутся случайными, — например, инцидент во время забастовки текстильщиков 1912 года в Лоуренсе, Массачусетс, когда полицейский выстрелил в толпу забастовщиков, убив Анну ЛоПиццо.
Насилие против профсоюзов нередко использовалось как средство запугивания, — например, в случае повешения профсоюзного организатора Франка Литтла на железнодорожной эстакаде в Бьютте, штат Монтана. К его телу была прикреплена записка, в которой говорилось: «Остальные, обратите внимание! Первое и последнее предупреждение!» На заметке были перечислены инициалы фамилий семи известных профсоюзных активистов в данном районе, в котором инициалы Франка Литтла были обведены кружком.
Антипрофсоюзное насилие бывало спонтанным. Через три года после линчевания Фрэнка Литтла забастовка горняков Бьютта была подавлена расстрелом, когда охрана шахты внезапно открыла огонь по невооружённым пикетчикам во время резни на Анаконда-роуд. Семнадцать человек получили огнестрельные ранения в спину при бегстве, один из них погиб. Причина стрельбы так и не была выяснена, никто из стрелявших не был наказан.
Это неспровоцированное нападение было похоже на другое, происшедшее двадцатью тремя годами ранее в Пенсильвании. Во время бойни у Латтимера девятнадцать невооружённых шахтёров-иммигрантов были убиты на шахте Латтимер недалеко от Хейзелтона, штат Пенсильвания, 10 сентября 1897 года. Безоружные шахтёры, в основном поляки, словаки, литовцы и немцы, были расстреляны отрядом шерифа округа Льюзерн. В этой группе также все горняки получили огнестрельные ранения в спину при отступлении. Стрельба последовала за недолгой дракой шахтёров из-за американского флага, который они несли во главе колонны. Единственное их преступление — отстаивать своё право на выступление вопреки требованию разойтись.
В 1927 году, во время угольной забастовки в Колорадо, полиция штата и охрана шахты обстреляла из пистолетов, винтовок и пулемёта группу из пятисот бастующих шахтёров и их жён в ходе так называемой бойни на шахте «Колумбина». В этом инциденте также участвовали шахтёры-иммигранты, разногласия возникли по вопросу о вторжении в собственность компании в городе Серене: шахтёры считали, что это была государственная собственность, так как там располагалось почтовое отделение. И снова произошла драка из-за американских флагов, которые несли забастовщики.
Хотя расстрел на шахте «Колумбина» стал неожиданностью, газеты сыграли роковую роль в создании атмосферы ненависти, подтолкнувшей насилие. Жуткие передовицы обрушивались с выпадами на этническую принадлежность забастовщиков. Газеты призывали губернатора больше не удерживать «бронированный кулак», нанести сильный и быстрый удар, а также применить «пулемёты, укомплектованные боевыми расчётами» на большинстве угольных шахт штата. Через несколько дней после этой кампании в прессе полиция штата и охрана шахты открыли огонь по шахтёрам и их жёнам, десятки людей получили ранения и шестеро были убиты.
Во всех вышеперечисленных инцидентах убийцы не были установлены или остались безнаказанными. Исключение произошло при расстреле забастовщиков на предприятии Williams & Clark Fertilizing Company возле завода по производству удобрений Либиха в Картерете, штат Нью-Джерси, в 1915 году. Один забастовщик был убит на месте и более двадцати получили ранения в результате неспровоцированного нападения, когда был открыт огонь по забастовщикам, остановившим поезд для проверки наличия штрейкбрехеров. Бастующие не нашли штрейкбрехеров и радостные выходили из поезда, а в это время по ним неожиданно открыли огонь из револьверов, винтовок и ружей. Забастовщики стали разбегаться, но их «преследовали, стреляя снова и снова». По словам лечащих врачей, все раны бастующих были на спине или ногах, что свидетельствовало о том, что охранники шахты преследовали их. Представитель местных властей, который был свидетелем стрельбы, назвал её полностью неспровоцированной . Четверо забастовщиков впоследствии скончались от тяжёлых ранений. Двадцать два охранника были арестованы, и преступление расследовалось большим жюри; впоследствии девять из подсудимых были осуждены за убийство.

Другой акт насилия против профсоюзов может показаться спланированным: в 1914 году охрана шахты и милиция штата открыли огонь по палаточной колонии бастующих шахтёров в Колорадо, инцидент получил название "Бойня в Ладлоу". Во время этой забастовки компания — владелец шахты нанял агентство Болдуин-Фелтс, которое построило бронированный автомобиль, чтобы его агенты могли безнаказанно приближаться к палаточным городкам бастующих. Те назвали его «Машиной смерти». 
«Машина смерти открыла огонь длинной очередью: около шестисот пуль разорвали тонкую ткань палаток. Один из выстрелов угодил в пятидесятилетнего горняка Луку Вахерника, который погиб на месте. Другой забастовщик, Марко Замбони, восемнадцати лет, …получил девять пулевых ранений в ногу. Позже в одной из палаток было обнаружено около 150 пулевых отверстий».
После смерти женщин и детей в Ладлоу,
…ответная реакция была жестокой и кровавой. В течение следующих десяти дней бастующие шахтёры изливали свой гнев на шахты…
Армия США была вызвана на подавление беспорядков, и к декабрю того же года забастовку удалось прекратить.

Антипрофсоюзные насилие могло проявляться в изощрённых формах: специалист по антипрофсоюзной борьбе Мартин Джей Левитт привлёк единомышленников, чтобы повредить царапинами автомобили на стоянке в доме престарелых во время организованного автопробега, а затем обвинил в этой акции профсоюз в рамках антипрофсоюзной кампании.

«В результате „умной и интеллигентной работы“ агента Смита большое число организаторов профсоюза были жестоко избиты неизвестными людьми в масках, скорее всего, нанятыми компанией», — описывал практику работы агентства «Пинкертон» Морис Фридман.

Фридман также приводит другие примеры подобных инцидентов:
Примерно 13 февраля 1904 года член Национального исполнительного совета профсоюза горняков [UMWA] Уильям Фарли из Алабамы… и личный представитель президента этого профсоюза Джона Митчелла,… выступали на собраниях шахтёров… [По их возвращении из поездки] восемь человек в масках, угрожая им револьверами, вытащили их из фургона, бросили на землю, избивали, пинали ногами до бесчувствия.
А также,
В субботу, 30 апреля 1904 г., В. М. Варджон, национальный организатор Объединения горняков, находясь в поезде, следовавшем в Пуэбло, подвергся нападению трёх мужчин возле Сарджентса. Профсоюзный активист был избит до потери сознания.
Морис Фридман обвинил Colorado Fuel and Iron Company (CF&I), управляемую Джоном Д. Рокфеллером и его представителем в Колорадо Джесси Велборном, в избиениях рабочих во время забастовок 1903-04 годов.
Иногда противостояние владельцев компаний и рабочих сопровождалось насилием с обеих сторон. Во время забастовки автомобильных рабочих, организованной Виктором Рейтером и другими в 1937 году, «унионисты собирали камни, стальные петли и другие предметы, чтобы бросать их в полицейских, а полиция организовывала атаки слезоточивым газом и усиливала наказания».

### Рабочая война в Колорадо, 1903—1904 гг.

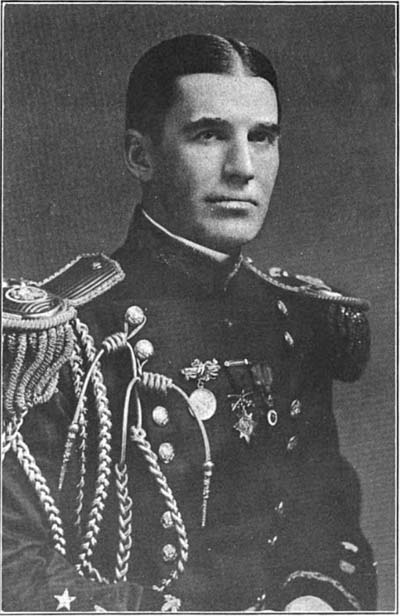
Генерал Шерман Белл. Фотография из книги The Pinkerton Labor Spy, опубликованной в 1907 году

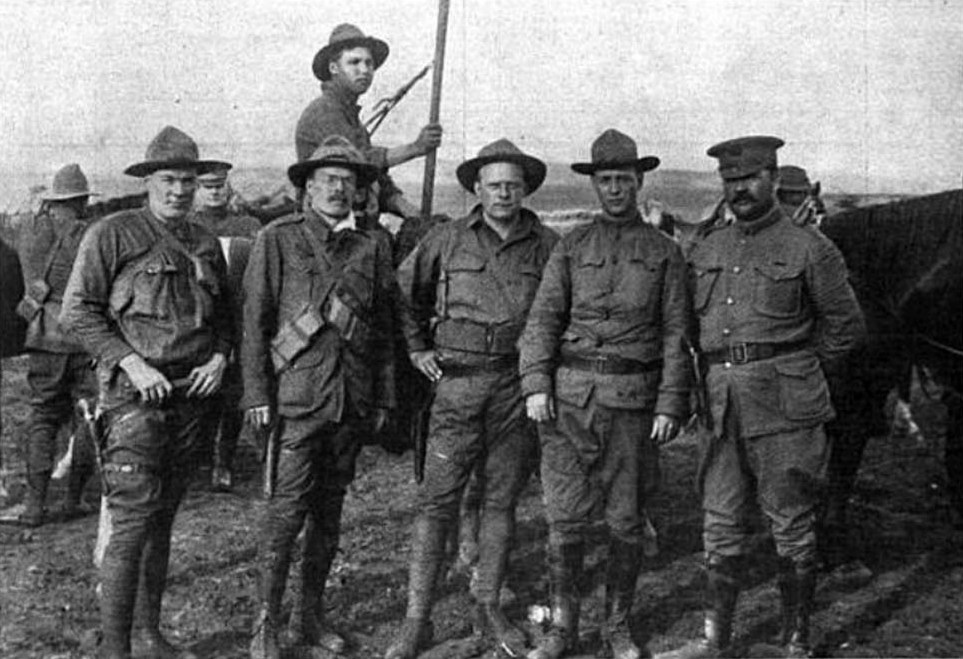
Карл Линдерфельт (в центре). Подпись к фото гласит:
«Офицеры Национальной гвардии Колорадо.
Слева направо: капитан Р. Дж. Линдерфельт, лейтенант ТК Линдерфельт, лейтенант К. Э. Линдерфельт (которому было предъявлено обвинение в нападении на Луи Тикаса, убитого лидера забастовки), лейтенант Г. С. Лоуренс и майор Патрик Хэмрок. Последние трое участвовали в бойне в Ладлоу 20 апреля 1914 года.»

Исследование промышленного насилия в США в 1969 году пришло к выводу: «В истории американского рабочего движения нет эпизода, в котором насилие применялось бы работодателями так систематически, как во время Рабочей войны в Колорадо 1903 и 1904 годов».
Примерно в середине февраля 1904 года руководство Национальной гвардии Колорадо обеспокоилось тем, что владельцы рудников не выплачивают зарплату военнослужащим. Генерал Рирдон приказал майору Эллисону взять с собой солдата, которому он мог доверять, чтобы тот «задержал или расстрелял людей, выходивших со смены на руднике Виндикатор», чтобы этот инцидент побудил владельцев рудников заплатить. Секретность требовалась, чтобы ответственность за инцидент возложить на профсоюз.
Однако майор Эллисон сообщил, что шахтёры выходят из шахты таким путём, который не позволяет устроить засаду. Рирдон приказал Эллисону исполнить альтернативный план: устроить обстрел одного из рудников. Майор Эллисон и сержант Гордон Уолтер произвели шестьдесят выстрелов по двум строениям. План сработал, и владельцы рудника заплатили. Позднее Эллисон засвидетельствовал (в октябре 1904 г.), что генерал Рирдон сообщил ему, что генерал-адъютант Шерман Белл и губернатор Колорадо Джеймс Пибоди знали об этом плане. Показания майора Эллисона о заговоре об организации стрельбы и об организованном нападении на бастующих горняков подтвердили двое других солдат.

### Бойня в Ладлоу, 1914 год.
Профессор Джеймс Х. Брюстер, поверенный факультета Университета Колорадо, который расследовал забастовки по поручению губернатора Аммонса, выяснил, что лейтенант милиции Карл Линдерфельт был виновен в жестоком обращении и избиении невинных граждан, в том числе маленького греческого мальчика, «у которого была проломлена голова». Профессор Брюстер направил телеграмму губернатору с просьбой уволить Линдерфельта, однако действий это не возымело. На последующей личной встрече с губернатором, за три месяца до бойни в Ладлоу, Брюстер снова настаивал на удалении Линдерфельта, но Аммонс снова отказался. В более поздних показаниях профессор Брюстер заявил, что Линдерфельт был инициатором бойни. В тот день, когда произошла трагедия, лейтенант Карл Линдерфельт, командир одной из двух рот Национальной гвардии штата Колорадо, поставил к стенке Луиса Тикаса, лидера палаточной колонии бастующих шахтёров в Ладлоу. Тикас был безоружен, и шахтёры позже объяснили, что он подошёл к милиции, чтобы попросить их прекратить стрельбу. Пока двое милиционеров удерживали Тикаса, Линдерфельт размозжил ему голову ударом приклада винтовки. Позже Тикас и двое других захваченных шахтёров были найдены застреленными. Их тела были выставлены напоказ на три дня на виду у пассажиров проезжающих поездов, у железнодорожной линии. Сотрудники милиции не разрешали убрать их, пока местный представитель профсоюза железнодорожников не потребовал увезти тела для захоронения. Военный трибунал признал лейтенанта Линдерфельта виновным в нападении на Тикаса с помощью винтовки Спрингфилда, «но не усмотрел в этом состава преступления. И поэтому суд оправдал его».

### Расследование Конгресса, 1916
В 1916 году Комиссия по трудовым отношениям в промышленности, созданная Конгрессом США, опубликовала окончательный отчёт о расследовании беспорядков в промышленности. По вопросу о насилии при подавлении бунтов рабочих Комиссия, в частности, заявила:
«Комиссией было рассмотрено множество случаев применения насилия агентами работодателей…, что указывает на относительно широкое применение таких мер, особенно в изолированных общинах».

## Антипрофсоюзное насилие в конце XX века
К началу 1900-х гг. терпимость общества к насилию во время решения трудовых споров стала уменьшаться. Однако насилие с участием штрейкбрехеров и вооружённой охраны продолжалось до 1930-х годов. Уровень насилия, к которому прибегали антипрофсоюзные агентства, в конечном итоге привёл к тому, что их тактика стала становиться достоянием гласности, поскольку о таких инцидентах было написано большое количество разоблачительных статей. Ресурсы, которые раньше выделялись работодателями на открытый контроль над персоналом, начали использоваться для других методов контроля, — таких, как внедрение тайных агентов и осведомителей в рабочие коллективы. После Великой депрессии 1929 года общественность перестала считать компании неприступными. Тем не менее, принятие законодательства, касающегося стратегий работодателей, — таких, как насильственное прекращение забастовки, пришлось отложить до окончания Второй мировой войны. Начиная с 1950-х годов работодатели начали осваивать новые методы управления рабочими и профсоюзами, всё ещё эффективные, но гораздо более тонкие.
В исследовании 1969 года о насилии при трудовых конфликтах в Соединённых Штатах изучался период после принятия в 1947 году Закона Тафта-Хартли, и отмечалось, что нападения на забастовщиков со стороны охранников компаний практически прекратились. Насилие всё ещё встречается в трудовых спорах, например, когда одна сторона избирает неверную стратегию действий. Например, к насилию может привести привлечение внешних сил безопасности.
Использование видеокамер и видеонаблюдения повлияло на проявления насилия при трудовых спорах в настоящий момент.

### Примеры с 1940 г.
- Виктор Рейтер, лидер Профсоюза работников автопромышленности United Auto Workers в Детройте, пережил покушение в 1949 году, потеряв правый глаз.[47]

### Угрозы
Иногда угрозы насилия наносят ущерб членам или сторонникам профсоюзов. В других случаях угрозы в адрес профсоюзов или их членов могут иметь неприятные последствия для тех, кто их высказывает. Например, заместитель генерального прокурора Индианы Джеффри Кокс был уволен после того, как предложил губернатору Висконсина Скотту Уокеру использовать боевые патроны против протестующих, участвовавших в беспорядках в Висконсине в 2011 году. Совсем недавно заместитель прокурора округа Джонсон в Индиане Карлос Лэм предложил губернатору Уокеру провести операцию «под фальшивым флагом», которая создаст впечатление, будто профсоюз совершает насилие. Первоначально заявив, что его учётная запись электронной почты была взломана и он такого предложения не делал, Лам впоследствии признался во лжи и подал в отставку.
Офис Уокера отрицал получение электронного послания Лэма. Пресс-секретарь губернатора заявил: «Разумеется, мы не поддерживаем действия, предложенные в электронном письме. Губернатор Уокер неоднократно заявлял, что протестующие имеют полное право на то, чтобы их голос был услышан, и по большей части протесты носили мирный характер. Мы надеемся, что эта традиция будет продолжена»